# Jean-Pierre Vidal
Jean-Pierre Vidal (* 24. února 1977, Saint-Jean-de-Maurienne, Francie) je bývalý francouzský alpský lyžař.
Na olympijských hrách v Salt Lake City roku 2002 vyhrál závod ve slalomu. Jeho nejlepším výsledkem na mistrovství světa byl bronz z týmové soutěže. Je též vítězem univerziády v obřím slalomu z roku 1999. V seriálu světového poháru vyhrál dva závody. 24. února 2006 si na tréninku v Turíně zlomil předloktí. Poté se rozhodl ukončit svou profesionální kariéru. Je bratrem alpské lyžařky Vanessy Vidalové a synovcem alpských lyžařů Jeana-Noëla Augerta.